# Masters de Miami 2002
El Masters de Miami 2002 (también conocido como 2002 NASDAQ-100 Open por razones de patrocinio) fue un torneo de tenis jugado sobre pista dura. Esta fue la edición número 18 de este torneo. El torneo masculino formó parte de los ATP World Tour Masters 1000 en la ATP. Se celebró entre el 18 de marzo y el 1 de abril de 2002.

## Campeones

### Individuales Masculino
Andre Agassi vence a  Roger Federer, 6–3, 6–3, 3–6, 6–4

### Individuales Femenino

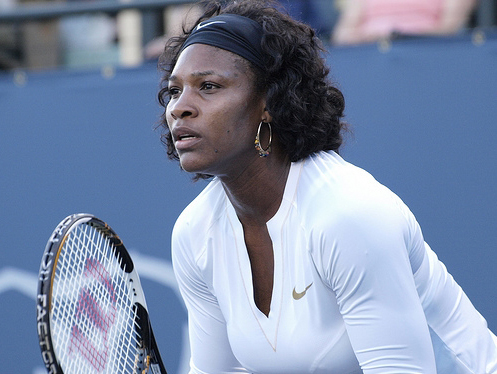
Serena Williams, ganadora del torneo individual femenino

Serena Williams vence a  Jennifer Capriati, 7–5, 7–6(7–4)

### Dobles Masculino
Mark Knowles /  Daniel Nestor vencen a  Donald Johnson /  Jared Palmer, 6–3, 3–6, 6–1

### Dobles Femenino
Lisa Raymond /  Rennae Stubbs vencen a  Virginia Ruano Pascual /  Paola Suárez, 7–6(7–4), 6–7(4–7), 6–3
| Predecesor: Miami 2001 | Masters de Miami 2002 | Sucesor: Miami 2003 |